# Elatostema wightii
Elatostema wightii är en nässelväxtart som beskrevs av Joseph Dalton Hooker. Elatostema wightii ingår i släktet Elatostema och familjen nässelväxter. Inga underarter finns listade i Catalogue of Life.